# Покровское (Железнодорожное сельское поселение)
Покровское — деревня в Шекснинском районе Вологодской области.
Входит в состав сельского поселения Железнодорожного, с точки зрения административно-территориального деления — в Железнодорожный сельсовет.
Расстояние по автодороге до районного центра Шексны — 25 км, до центра муниципального образования Пачи — 7 км. Ближайшие населённые пункты — Горка, Шапкино, Осташково, Столупино, Бирючево.
По переписи 2002 года население — 18 человек.